# Salpingotus
A Salpingotus az emlősök (Mammalia) osztályának a rágcsálók (Rodentia) rendjébe, ezen belül az ugróegérfélék (Dipodidae) családjába tartozó nem.

## Rendszerezés
A nembe az alábbi 3 alnem és 5 faj tartozik:
- Salpingotus Vinogradov, 1922 alnem
  - Kozlov-törpeugróegér (Salpingotus kozlovi) Vinogradov, 1922 – típusfaj
- Anguistodontus Vorontsov & Shenbrot, 1984 alnem
  - vastagfarkú törpeugróegér (Salpingotus crassicauda) Vinogradov, 1924
- Prosalpingotus Vorontsov & Shenbrot, 1984 alnem
  - Heptner-törpeugróegér (Salpingotus heptneri) Vorontsov & Smirnov, 1969
  - kazah törpeugróegér (Salpingotus pallidus) Vorontsov & Shenbrot, 1984
  - Salpingotus thomasi Vinogradov, 1928